# Liophis ornatus
Liophis ornatus este o specie de șerpi din genul Liophis, familia Colubridae, descrisă de Garman 1887. A fost clasificată de IUCN ca specie în pericol. Conform Catalogue of Life specia Liophis ornatus nu are subspecii cunoscute.